# Amaury de Saint-Quentin
Pour les articles homonymes, voir Amaury et Saint-Quentin.
Amaury de Saint-Quentin, né le 24 décembre 1960 à Sydney (Australie), est un haut fonctionnaire et homme politique français.
Il a occupé plusieurs postes de préfet entre 2011 et 2013, puis à partir de 2017. Il a notamment été préfet de La Réunion entre le 28 juin 2017 et le 17 juin 2019, préfet du Val-d'Oise entre le 17 juin 2019 et le 15 février 2022, et préfet de Corse, en remplacement de Pascal Lelarge,, entre le 15 février 2022 et le 10 octobre 2024.
Depuis le 10 octobre 2024, il est préfet d'Ille-et-Vilaine, et assure également les fonctions de préfet de la zone de défense et de sécurité (ZDS) Ouest, et de la région Bretagne.
Il également a mené une carrière politique locale dans l'Orne, entre 1993 et décembre 2008, mois où il est nommé préfet de l'Ardèche.

## Biographie

### Origines et formation
Originaire de Nouvelle-Calédonie par son grand-père, Stéphane de Saint-Quentin, industriel et conseiller général, qui s'y est installé en 1924, Amaury de Saint-Quentin naît en Australie, pays de sa mère. Fils de Guy de Saint-Quentin, ingénieur à la société Le Nickel (SNL), filiale d'Eramet, il passe sa jeunesse à Nouméa et est notamment élève du lycée Blaise-Pascal.
Il poursuit à Paris ses études supérieures. Titulaire d'une licence en droit et d'une maîtrise en sciences politiques, obtenues à l'université Panthéon-Assas, il obtient un DESS de Défense dans cette même université, puis un Certificate in Business Administration à l'EUA de San Francisco.

### Carrière
Après un passage dans le secteur privé, comme responsable export du groupe Sagem entre 1987 et 1989 puis senior-consultant dans une filiale du groupe Compagnie Générale des Eaux, il est chargé de mission au cabinet de Jacques Toubon à la mairie du 13e arrondissement de Paris de 1990 et 1993. En 1993, il devient ensuite chargé de mission au cabinet du Premier ministre, Édouard Balladur, puis en 1995, chef de cabinet du secrétaire d'État à l'Enseignement supérieur, Jean de Boishue.
Il s'engage dans la vie publique dans l'Orne en se présentant dans la troisième circonscription de l'Orne aux législatives de 1993. Il se qualifie pour le second tour, mais n'arrive qu'en troisième position d'un scrutin où l'emporte l'UDF Hubert Bassot.
Poursuivant cependant son implantation locale, il devient conseiller général du canton de Putanges-Pont-Écrepin en 1994, battant le conseiller général divers-droite sortant, Pierre Raguideau, avec 62,13 % des suffrages au second tour. L'année suivante, il est élu maire du chef-lieu.
Il devient vice-président du conseil général de l'Orne en 1998, puis quitte la mairie de Putanges-Pont-Écrepin en 2000. Il est réélu conseiller général en 2001 avec 53,52 % des voix au premier tour ainsi qu'en 2008 sous l'étiquette majorité départementale.
En 2002, Michèle Alliot-Marie l'appelle comme conseiller au sein de son cabinet au ministère de la Défense. Il la suit ensuite au ministère de l'Intérieur en 2007 comme conseiller chargé des collectivités territoriales.
Il est nommé préfet de l'Ardèche en décembre 2008, démissionnant de ses différents mandats électifs locaux .
Le 24 août 2011, il est nommé préfet de la région Guadeloupe ainsi que représentant de l'État dans les collectivités d'outre-mer de Saint-Martin et Saint-Barthélemy.
Il est nommé au conseil des ministres du 13 mars 2013, directeur général de l’agence régionale de santé de Haute-Normandie.
En décembre 2015, il est nommé en conseil des ministres membre du conseil supérieur de l'administration territoriale et de l'évaluation (CSATE) chargé de l'évaluation et de l'accompagnement des membres du corps préfectoral.
Lors du conseil des ministres du 28 juin 2017, il est nommé préfet de La Réunion.
Le 29 mai 2019, en conseil des ministres, il est nommé à compter du 17 juin préfet du Val-d'Oise.
Le 16 février 2022, il est nommé préfet de Corse par le gouvernement, en remplacement de Pascal Lelarge .
Le 10 octobre 2024, il est nommé préfet d'Ille-et-Vilaine en remplacement de Philippe Gustin.

## Récompenses et distinctions

### Décorations
- Chevalier de la Légion d'honneur (14 avril 2017[13])
- Officier de l'ordre national du Mérite[3]
  - Nommé chevalier le 13 mai 2011[14]
- Chevalier de l'ordre des Palmes académiques
- Chevalier de l'ordre du Mérite agricole
- Chevalier de l'ordre du Mérite maritime (6 janvier 2005[15])
- Chevalier de l'ordre des Arts et des Lettres
- Médaille de la Défense nationale, échelon bronze
- Médaille des services militaires volontaires, bronze
- Médaille d'honneur de l'administration pénitentiaire, or[3]